# Kherkhan
Kherkhan (azerbajdzjanska: Xərxan, armeniska: Խերխան) är en ort i Azerbajdzjan.   Den ligger i distriktet Xocavənd Rayonu, i den sydvästra delen av landet, 260 km väster om huvudstaden Baku. Kherkhan ligger 1 050 meter över havet och antalet invånare är 111.
Terrängen runt Kherkhan är kuperad. Runt Kherkhan är det ganska glesbefolkat, med 35 invånare per kvadratkilometer.. Närmaste större samhälle är Müşkapat, 6,1 km nordost om Kherkhan. 
Omgivningarna runt Kherkhan är en mosaik av jordbruksmark och naturlig växtlighet.